# Andreas Hess (Drucker)
Andreas Hess war ein um 1473 in Buda tätiger Buchdrucker. Die ersten beiden im Königreich Ungarn gedruckten Inkunabeln entstanden auf seiner Druckpresse. Auch einzelne weitere Werke, die vermutlich in Ungarn gedruckt wurden, werden ihm zugeschrieben.

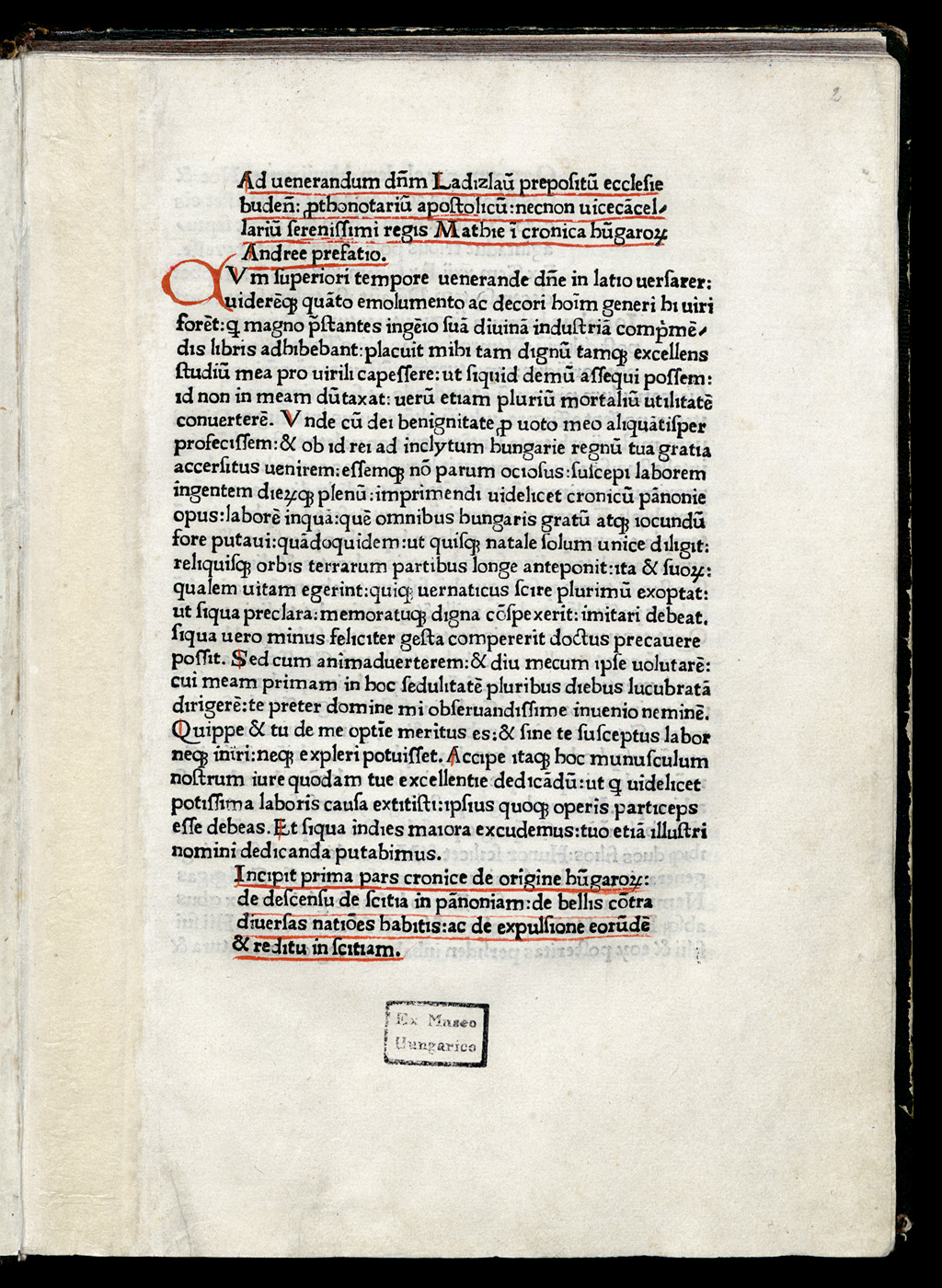
Hauptquelle des Wissens über Andreas Hess ist die Vorrede des ersten von ihm in Buda gedruckten Buches

Andreas Hess schreibt, er habe sein Handwerk im Latium erlernt. Den von ihm verwendeten Typen nach zu urteilen, arbeitete er vermutlich in der Offizin von Georg Lauer in Rom. Der Propst von Buda László Karai (Ladislaus de Kara), der 1470 als Gesandter in Rom war, lud ihn nach Ungarn ein. Aufgrund der erkennbar starken Abnutzung des begrenzten Typenmaterials wird angenommen, dass Andreas Hess ohne Matrizen nach Buda gereist sei und somit seine Typen nicht neu gießen konnte. Das von ihm verwendete Papier stammte aus Italien. Erst nach großen Verzögerungen konnte vor dem Pfingstmarkt 1473 das erste Buch fertiggestellt werden. Das erste Blatt, welches vermutlich eine Widmung enthielt und ein zugehöriges Blatt mit Text waren kurz vor Fertigstellung des Buches noch entfernt, letztere neu gesetzt und ausgetauscht sowie die Widmung an László Karai auf eine ursprünglich frei gebliebene Seite gedruckt worden. Vermutlich war zunächst Johann Vitez als Widmungsempfänger vorgesehen, der jedoch als einer der Anführer einer Verschwörung gegen den König Matthias Corvinus bei diesem in Ungnade fiel und 1472 als Gefangener starb.
Als erstes zu druckendes Buch wählte Andreas Hess eine Geschichte der Ungarn (Chronica Hungarorum). Bis 1342 folgt dieses Werk einer Franziskanerchronik aus Buda, für die Regierungszeit Ludwigs des Großen wird die Lebensbeschreibung desselben von János Küküllei genutzt. Die Autorschaft des letzten Teils, der für die Zeit von 1382 bis 1468 annalistisch die Herrscher Ungarns behandelt, wird üblicherweise Andreas Hess selbst, einem anonymen Korrektor in seiner Offizin oder einem Amtsträger der Budaer Kanzlei zugeschrieben. Die Auflage wird auf etwa 240 Exemplare geschätzt, von denen noch 11 erhalten sind. Es wurden etliche Druckabschriften angefertigt, eine davon durch Hartmann Schedel. Wohl wenig später veröffentlichte Hess zwei Texte in kleinerem Format, eine Abhandlung Basilius’ des Großen und die Apologie des Sokrates von Xenophon in der Übersetzung Leonardo Brunis, beides Werke, die sich an ein humanistisch interessiertes Publikum richteten. Danach verliert sich seine Spur.
Eine Gruppe von drei zwischen 1477 und 1480 veröffentlichten Inkunabeln, ein Beichthandbuch von Antoninus von Florenz, eine von Laudivio Zacchia verfasste Vita des Hieronymus sowie ein vom Preßburger Kanoniker Johannes Han ausgestellter Ablassbrief, entstanden vermutlich ebenfalls in Ungarn. Die verwendeten Typen sind zwar identisch oder eng verwandt mit denen des in Neapel tätigen Matthias Moravus, doch wurde dessen Druckqualität nicht erreicht und anderes Papier verwendet. Zudem deutet die Provenienz der wenigen erhaltenen Exemplare auf eine Entstehung im Königreich Ungarn. Ob diese Druckerei in Preßburg (dem heutigen Bratislava) oder an anderen, unbekannten Orten im Königreich Ungarn tätig war, ist vor allem zwischen slowakischen und ungarischen Forschern umstritten. Ein Eintrag im Preßburger Kammerbuch über die Zahlung des Bürgergeldes durch den Maler oder Aufdrucker Andreas aus Wien führte Eva Frimmová zu der Annahme, dieser habe jene drei Inkunabeln gedruckt und sei vielleicht mit Andreas Hess identisch. Zwar wurden in Wien teilweise auch Buchdrucker als Aufdrucker bezeichnet, doch kam diese Berufsbezeichnung bereits vor der Erfindung des Buchdrucks mit beweglichen Lettern vor und könnte auch den Zeugdruck umfasst haben.